# Élection présidentielle libérienne de 2023
L'élection présidentielle libérienne de 2023 se tient les 10 octobre et 14 novembre 2023, en même temps que les élections législatives et sénatoriales, afin d'élire le président et le vice-président de la république du Liberia.
Le président sortant George Weah, du Congrès pour le changement démocratique (CDC), est candidat à sa réélection. Arrivé en tête du premier tour, il se retrouve comme en 2017 en ballotage face à Joseph Boakai, du Parti de l'unité (UP).
Ce dernier remporte cette fois-ci le second tour, provoquant une alternance, tandis que Weah reconnait rapidement sa défaite.

## Contexte

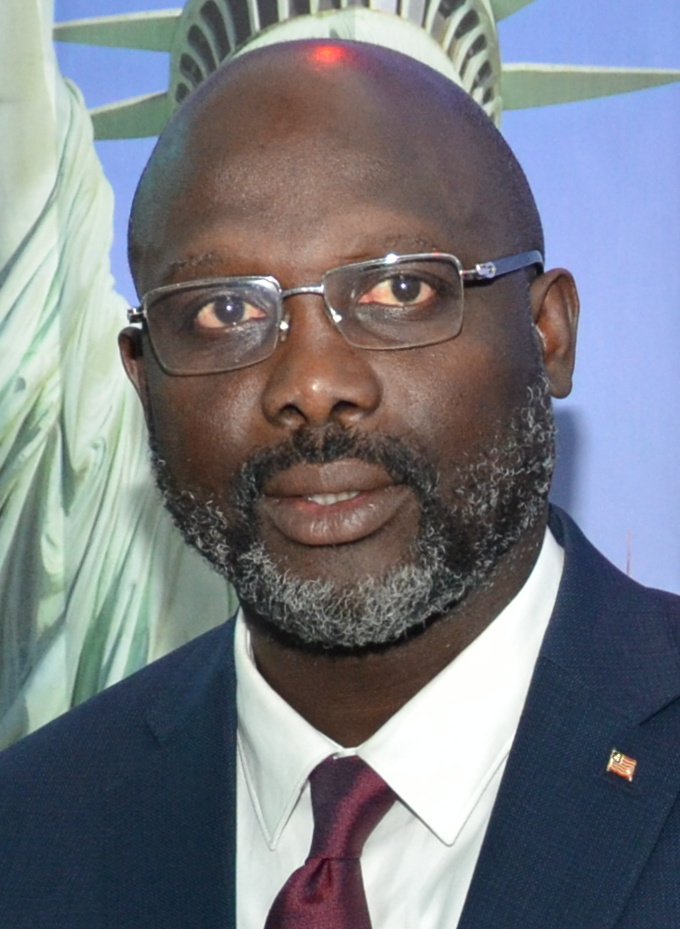
George Weah.

L'élection présidentielle de 2017 donne lieu à une alternance. Le candidat du Congrès pour le changement démocratique (CDC), George Weah est élu au second tour avec une large majorité de plus de 60 % des suffrages exprimés face au candidat du gouvernement sortant, le vice-président Joseph Boakai, membre du Parti de l'unité (UP). Weah hérite d'une économie très peu développée souffrant notamment d'un manque d'infrastructure aggravé par quatorze années de guerre civile de 1989 à 2003. Moins de 2 % de la population a accès à l'électricité, 94 % des actifs gagnent moins de 2 dollars par jour, dont la moitié dans le secteur agricole, et le pays stagne à la 177e place sur 188 au classement de l'IDH établi par le programme des Nations unies pour le développement. Après avoir connu un fort taux de croissance jusqu'en 2013, ce dernier s'effondre et devient même négatif en 2016.
Ancien joueur de football professionnel, George Weah est le deuxième Libérien issu des populations autochtones à accéder à la présidence. Dès le début de son mandat, il met en œuvre des propositions d'amendements de la constitution visant notamment à autoriser la binationalité et à réduire la durée des mandats du président ainsi que des parlementaires, qu'il soumet aux deux chambres du Parlement. Après plusieurs mois de débats houleux qui font craindre un échec du projet, ces dernières les adoptent finalement en session conjointe le 30 septembre 2019.
L'amendement de l'article 50 sur la durée du mandat du président fait l'objet de critiques en raison de contradictions qui en résulteraient avec d'autres articles laissés intacts. L'opposition craint alors que cette incohérence entre articles concernant la durée du mandat du président ne serve un jour de prétexte à George Weah pour faire valider une candidature à un troisième mandat. Ce dernier rejette ces accusations, tandis que l'opposition appelle à voter contre l'amendement,,.
Le référendum constitutionnel organisé le 8 décembre 2020 voit l'ensemble des propositions approuvées à une majorité absolue des suffrages exprimés, sans qu'aucune d'entre elles ne parvienne cependant à franchir le quorum exigé des deux tiers de ces mêmes suffrages, ce qui en rend le résultat invalide. Le manque d'information des électeurs quant aux effets et enjeux des amendements conduit à un faible taux de participation de seulement un tiers des inscrits, avec de surcroit un nombre de votes blancs et nuls par proposition dépassant quasi systématiquement celui des votes valides,,,. Les élections sénatoriales organisées le même jour se révèlent par ailleurs un revers pour le parti de George Weah. Malgré une légère progression, le CDC ne parvient pas à s'imposer face à une partie de l'opposition réunie au sein de la coalition Collaboration des partis politiques,.
Après avoir suscité de très grands espoirs chez les classes défavorisées lors de son élection en 2017 dans un contexte économique très défavorable, George Weah fait l'objet de critiques au cours de son mandat en raison d'un nombre jugé peu élevé de promesses tenues. Le président souffre en effet de sa dépendance à un cercle de soutiens politiques dont il ne peut mettre en application de son programme sans les voir mis en difficulté. La lutte contre la corruption, cheval de bataille de sa campagne électorale de 2017, reste ainsi en attente d'application, la corruption ayant au contraire augmenté selon un rapport récent de Transparency International, qui la juge « endémique »,. Le tribunal censé être chargé de juger les crimes de guerre commis au cours des années de guerre civile n'est également pas mis en place, laissant libre l'ancien chef de guerre Prince Johnson, allié de Weah au Sénat. Si l'économie connait un léger regain accompagné d'une maitrise de l'inflation, les conséquences économiques de l'invasion de l'Ukraine par la Russie en février 2022 touchent le pays, provoquant des difficultés d'approvisionnement en carburant et en riz, aliment de base de la population,. Les difficultés alimentaires provoquent d'importantes manifestations, la situation étant aggravée par une réforme visant à harmoniser les salaires dans la fonction publique qui a eu pour conséquence d'abaisser celui de nombreux fonctionnaires.
Le président sortant souffre par ailleurs d'une forte détérioration de son image en raison d'accusations de corruption concernant plusieurs de ses ministres. Toujours très populaire chez les jeunes, Weah est cependant de plus en plus accusé d'être déconnecté des problèmes de la population. Son absence du pays pendant près de cinquante jours fin 2022 pour une série de sommets internationaux ainsi que pour assister à la Coupe du monde de football au Qatar où joue alors son fils Timothy Weah est ainsi mal perçue par la population, de même que son refus de rendre public sa déclaration de patrimoine. Il annonce sa candidature à un second mandat le 30 janvier 2023, lors d'un discours où il met notamment en avant ses réalisations en matière d'infrastructures ainsi que la mise en place de la gratuité de l'instruction publique.
Malgré les bons résultats électoraux de la coalition Collaboration des partis politiques (CPP), les quatre partis d'opposition qui la composent — Parti de l'unité (UP), Parti de la liberté (LP), Congrès national alternatif (ANC) et Parti de tous les libériens (ALP) — ne parviennent pas à s'entendre sur un candidat commun à la présidentielle, provoquant sa quasi-dislocation. George Weah a ainsi pour principaux concurrents les candidats de l'UP et de l'ANC, Joseph Boakai et Alexander Cummings, ce dernier représentant presque seul la coalition CPP.

## Système électoral
Le président de la république du Liberia est élu au scrutin uninominal majoritaire à deux tours pour un mandat de six ans, renouvelable une seule fois. Si aucun candidat ne recueille la majorité absolue des suffrages exprimés au premier tour, un second est convoqué entre les deux candidats arrivés en tête au premier ; et celui recueillant le plus de suffrages l'emporte.
Chaque candidat se présente avec un colistier, candidat à la vice-présidence. Tous deux doivent être âgés d'au moins trente-cinq ans, posséder de naissance la nationalité libérienne — limitée aux seules personnes « négros ou d'ascendance négro » — et résider dans le pays depuis au moins dix ans. Leur mandat débute le troisième lundi de janvier de l'année suivant l'élection présidentielle.
Le vice-président devient de droit le président du Sénat, au sein duquel il ne vote qu'en cas d'égalité des voix pour et contre. Il remplace le président en cas de vacance du pouvoir, jusqu'au terme de son mandat de six ans. S'il devient à son tour candidat à la présidence au cours d'une élection ultérieure, ce remplacement en cours de mandat ne compte pas vis-à-vis de la limitation à deux mandats. En cas d'empêchement du seul vice-président, le président nomme un successeur avec le vote favorable de chacune des deux chambres du parlement. En cas d'empêchement simultané du président et du vice-président, le président de la Chambre des représentants devient président par intérim et supervise l'organisation d'une élection présidentielle dans les quatre-vingt-dix jours.

## Résultats

### Résultats nationaux
|                          | George Weah              | Jewel Taylor             | CDC                      | 804 087   | 43,83 | 793 914   | 49,36 |  |  |
|                          | Joseph Boakai            | Jeremiah Koung           | UP                       | 796 961   | 43,44 | 814 481   | 50,64 |  |  |
|                          | Edward Appleton          | Alex Gontee              | GDM                      | 40 271    | 2,20  |           |       |  |  |
|                          | Lusinee Kamara           | Matthew Darblo           | ALCOP                    | 35 988    | 1,96  |           |       |  |  |
|                          | Alexander Cummings       | Charlyne Brumskine       | CPP                      | 29 613    | 1,61  |           |       |  |  |
|                          | Tiawan Gongloe           | Emmanuel Yarkpawolo      | LPP                      | 26 394    | 1,44  |           |       |  |  |
|                          | Allen Brown              | Noosevett Weah           | LRP                      | 15 607    | 0,85  |           |       |  |  |
|                          | Simeon Freeman           | James Barclay            | MPC                      | 13 205    | 0,72  |           |       |  |  |
|                          | William Wiah Tuider      | Jonah Dumoe              | DNA                      | 11 184    | 0,61  |           |       |  |  |
|                          | Joshua Tom Turner        | Somah Paygai             | NLP                      | 9 813     | 0,53  |           |       |  |  |
|                          | Jeremiah Whapoe          | Erasmus Fahnbulleh       | VOLT                     | 9 149     | 0,50  |           |       |  |  |
|                          | Luther Yorfee            | Juvenal Pearson          | R                        | 6 479     | 0,35  |           |       |  |  |
|                          | Bendu Kromah             | Thomas Kruah             | Ind.                     | 5 991     | 0,33  |           |       |  |  |
|                          | Clarence Moniba          | Grace-Tee Kpaan          | LINU                     | 5 298     | 0,29  |           |       |  |  |
|                          | Sherikh Kouyateh         | Max Vargbelee            | LFM                      | 5 100     | 0,28  |           |       |  |  |
|                          | David Kiamu              | Annie Tuazama            | DPPL                     | 5 086     | 0,28  |           |       |  |  |
|                          | Alexander Kollie         | Grace Yuan               | RNC                      | 4 398     | 0,24  |           |       |  |  |
|                          | Sara Beysolow Nyanti     | Simeon Moribah           | ALL                      | 3 644     | 0,20  |           |       |  |  |
|                          | Robert Franz Morris      | Celia Brown              | Ind.                     | 3 363     | 0,18  |           |       |  |  |
|                          | Richard Saye Miller      | Emike Slawon             | LFP                      | 2 885     | 0,16  |           |       |  |  |
|                          |                          |                          |                          |           |       |           |       |  |  |
| Votes valides            | Votes valides            | Votes valides            | Votes valides            | 1 834 516 | 94,12 | 1 608 395 | 98,42 |  |  |
| Votes blancs et nuls     | Votes blancs et nuls     | Votes blancs et nuls     | Votes blancs et nuls     | 114 639   | 5,88  | 25 788    | 1,58  |  |  |
| Total                    | Total                    | Total                    | Total                    | 1 949 155 | 100   | 1 634 183 | 100   |  |  |
| Abstention               | Abstention               | Abstention               | Abstention               | 522 462   | 21,04 | 837 434   | 33,88 |  |  |
| Inscrits / participation | Inscrits / participation | Inscrits / participation | Inscrits / participation | 2 471 617 | 78,86 | 2 471 617 | 66,12 |  |  |

### Cartes

Candidat arrivé en tête au 1er tour par comté
Part des voix au 1er tour par Comté
Part des voix au 2e tour par district électoral
Part des voix au 2e tour par Comté

## Analyse

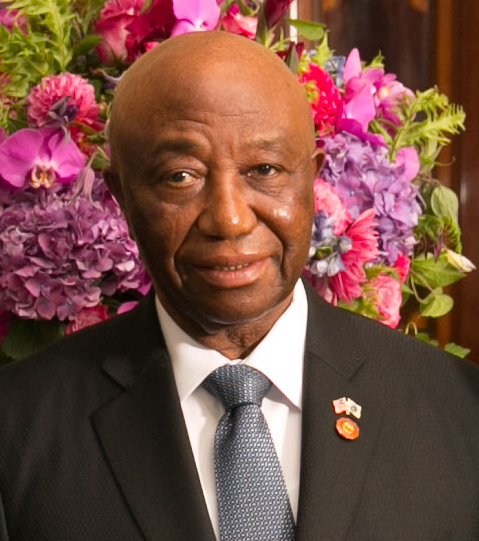
Joseph Boakai

Le premier tour conduit à une répétition du duel de l'élection présidentielle de 2017, le président sortant George Weah se retrouvant à nouveau en ballotage face à Joseph Boakai. Le scrutin est notamment l'objet d'une annulation dans les comtés de Sinoe, Nimba et Montserrado en raison de l'ouverture des urnes par des inconnus. Avec chacun plus de 43 % des voix, l'avance de Weah et Boakai sur Edward Appleton, arrivé troisième avec 2 %, est telle que ces annulations ne remettent pas en cause l'organisation du second tour, qui est cependant décalé du 7 au 14 novembre. L'identité du candidat arrivé en tête, annoncée comme étant George Weah sur la base du reste du dépouillement, reste cependant incertaine dans l'intervalle. Le président sortant et son adversaire tentent de rallier le plus de candidats possibles en vue du second tour, tous deux affirmant être réellement arrivé en tête jusqu'à ce que le dépouillement finisse pas confirmer l'avance de Weah,.
Joseph Boakai sort vainqueur d'un second tour particulièrement serré, poussant les autorités et les observateurs à multiplier les appels au calme au cours du dépouillement,. George Weah reconnaît sa défaite lors d'un discours à la nation le 17 novembre,,.
L'issue du second tour qui conduit à une alternance dans le calme et sans remise en cause des résultats malgré des chiffres très serrés, amène les observateurs dont la Communauté économique des États de l'Afrique de l'Ouest et de l'Union européenne à féliciter le pays pour son organisation démocratique et pacifique du vote,. La passation de pouvoir intervient le 22 janvier 2024.